# 通挽镇
通挽镇，是中华人民共和国广西壮族自治区来宾市武宣县下辖的一个乡镇级行政单位。

## 行政区划
通挽镇下辖以下地区：
通挽街村、分岭村、大昌村、尚黄村、伏柳村、大团村、尚满村、江龙村、花马村、安村和古佐村。